# Anguilla bicolor pacifica
Anguilla bicolor pacifica és una espècie de peix pertanyent a la família dels anguíl·lids. Pot arribar a fer 123 cm de llargària màxima. És un peix d'aigua dolça, salabrosa i marina; demersal; catàdrom i de clima tropical. Es troba a Palau, Papua Nova Guinea, les illes Filipines i Taiwan. És inofensiu per als humans.